# Thứ Sáu Đen (mua sắm)
Thứ Sáu Đen (tiếng Anh: Black Friday) là tên gọi không chính thức cho ngày thứ sáu sau Lễ Tạ Ơn (ngày Lễ Tạ Ơn rơi vào ngày Thứ Năm lần thứ 4 trong tháng 11 ở Hoa Kỳ, cho nên Thứ Sáu đen rơi vào khoảng ngày 23-29 tháng 11) và được coi là ngày mở hàng cho mùa mua sắm Giáng sinh của Mỹ kể từ năm 1952, mặc dù thuật ngữ "Black Friday" đã không được sử dụng rộng rãi cho đến những thập kỷ gần đây.
Ngày đặc biệt này có xuất xứ từ tình trạng tắc nghẽn giao thông xảy ra vào ngày thứ sáu sau Lễ Tạ Ơn năm 1965 ở Philadelphia, khi hàng trăm nghìn người Mỹ chen chúc nhau ở các con phố, vỉa hè đi mua sắm để sửa soạn cho Lễ Noel sắp đến, theo truyền thống được xem là ngày bắt đầu mùa mua sắm Giáng sinh, tương tự như Boxing Day ở nhiều quốc gia Khối thịnh vượng chung.
Nhiều cửa hàng bán hàng giảm giá mạnh vào Thứ Sáu Đen và mở rất sớm, chẳng hạn như lúc nửa đêm hoặc thậm chí có thể bắt đầu bán hàng của họ vào một thời điểm nào đó vào Lễ Tạ Ơn. Thứ Sáu Đen không phải là ngày lễ chính thức, nhưng California và một số tiểu bang khác coi "Ngày Sau Lễ Tạ Ơn" như một kỳ nghỉ cho nhân viên chính phủ tiểu bang, đôi khi thay cho một kỳ nghỉ liên bang khác, chẳng hạn như Ngày Columbus. Nhiều nhân viên và trường học không bán lẻ nghỉ 2 ngày Lễ Tạ Ơn và ngày thứ Sáu sau đó, cùng với ngày cuối tuần thường xuyên sau đó, làm cho nó thành một chuỗi nghỉ ngày cuối tuần bốn ngày liên tục, do đó làm tăng số lượng người mua sắm tiềm năng.
Bằng chứng đầu tiên của cụm từ Black Friday áp dụng cho ngày sau Lễ Tạ Ơn trong một bối cảnh mua sắm cho thấy cụm từ này có nguồn gốc ở Philadelphia, nơi nó được sử dụng để mô tả lưu lượng người đi bộ và xe cộ đông đúc và gây rối sẽ xảy ra vào ngày sau Lễ Tạ Ơn. Cách sử dụng này ít nhất đã có từ năm 1961. Hơn hai mươi năm sau, khi cụm từ trở nên phổ biến hơn, một lời giải thích phổ biến Thứ Sáu Đen là thời điểm trong năm khi các nhà bán lẻ bắt đầu chuyển sang có lợi nhuận, với sổ sách kế toán chuyển từ lỗ (đỏ) sang lãi (đen).

## Từ nguyên
Trong tiếng Anh có thuật ngữ "in the black" chỉ tình trạng doanh nghiệp làm ăn có lợi nhuận. Tương phản với "in the black" là "in the red" chỉ tình trạng kinh doanh thua lỗ. Ngày xưa, để tiện phân biệt và theo dõi sổ sách, kế toán thường ghi số lợi nhuận bằng mực đen, số lỗ bằng mực đỏ. Từ đó, người ta đặt tên ngày mua sắm lớn nhất trong năm là Black Friday, ngụ ý rằng đây là ngày ăn nên làm ra của các doanh nghiệp.

## Lịch sử
Ngày sau Lễ Tạ Ơn là sự khởi đầu không chính thức của mùa mua sắm nghỉ lễ có thể được liên kết với nhau với ý tưởng diễu hành Ông già Noel. Các cuộc diễu hành mừng Lễ Tạ Ơn thường bao gồm sự xuất hiện của Ông già Noel vào cuối cuộc diễu hành, với ý tưởng rằng 'Ông già Noel đã đến' hoặc 'Ông già Noel đang ở ngay góc phố' vì Giáng sinh luôn là ngày lễ lớn tiếp theo sau Lễ Tạ Ơn.
Vào cuối thế kỷ 19 và đầu thế kỷ 20, nhiều cuộc diễu hành Santa hoặc Lễ Tạ Ơn được các cửa hàng bách hóa tài trợ. Chúng bao gồm cuộc diễu hành Santa Santa Claus, ở Canada, được Eaton's tài trợ, và Lễ diễu hành Ngày Lễ Tạ Ơn của Macy được chuỗi cửa hàng Macy's tài trợ. Các cửa hàng bách hóa sẽ sử dụng các cuộc diễu hành để khởi động một chương trình quảng cáo lớn. Cuối cùng, nó đã trở thành một quy tắc bất thành văn mà không có cửa hàng nào sẽ thực hiện quảng cáo Giáng sinh trước khi cuộc diễu hành kết thúc. Do đó, một ngày sau Lễ Tạ Ơn đã trở thành ngày mà mùa mua sắm chính thức bắt đầu.
Mối quan hệ của Ngày Lễ Tạ Ơn với kỳ mua sắm Giáng sinh đã dẫn đến tranh cãi trong những năm 1930. Các cửa hàng bán lẻ sẽ thích có một mùa mua sắm dài hơn, nhưng không có cửa hàng nào muốn phá vỡ truyền thống và là cửa hàng bắt đầu quảng cáo trước Lễ Tạ Ơn. Vì lý do này, vào năm 1939, Tổng thống Franklin D. Roosevelt đã ban hành một tuyên bố tổng thống tuyên bố Lễ Tạ Ơn là thứ Năm thứ tư trong tháng 11 thay vì thứ Năm trước, có nghĩa là có thể một tuần trước đó, để kéo dài mùa mua sắm Giáng sinh. Hầu hết mọi người đã chấp nhận thay đổi của Tổng thống Roosevel, sau này được củng cố với luật từ Quốc hội, nhưng nhiều người vẫn tiếp tục kỷ niệm Ngày Lễ Tạ Ơn vào ngày truyền thống. Một số bắt đầu đề cập đến ngày mới là Franksgiving.
Trong năm 2015, Amazon.com đã tổ chức một sự kiện "Ngày Chính" (Prime Day) vào tháng 7 và hứa hẹn giá cả tốt hơn ngày Thứ Sáu Đen, với những ngày Prime lặp lại diễn ra trong năm 2016 và 2017. Các công ty khác lại tạo ra "Ngày Thứ Sáu Đen trong tháng 7" với giá cả ngang bằng hoặc rẻ hơn Thứ Sáu Đen tháng 11.